# Muzeul Memorial „Nichita Stănescu”

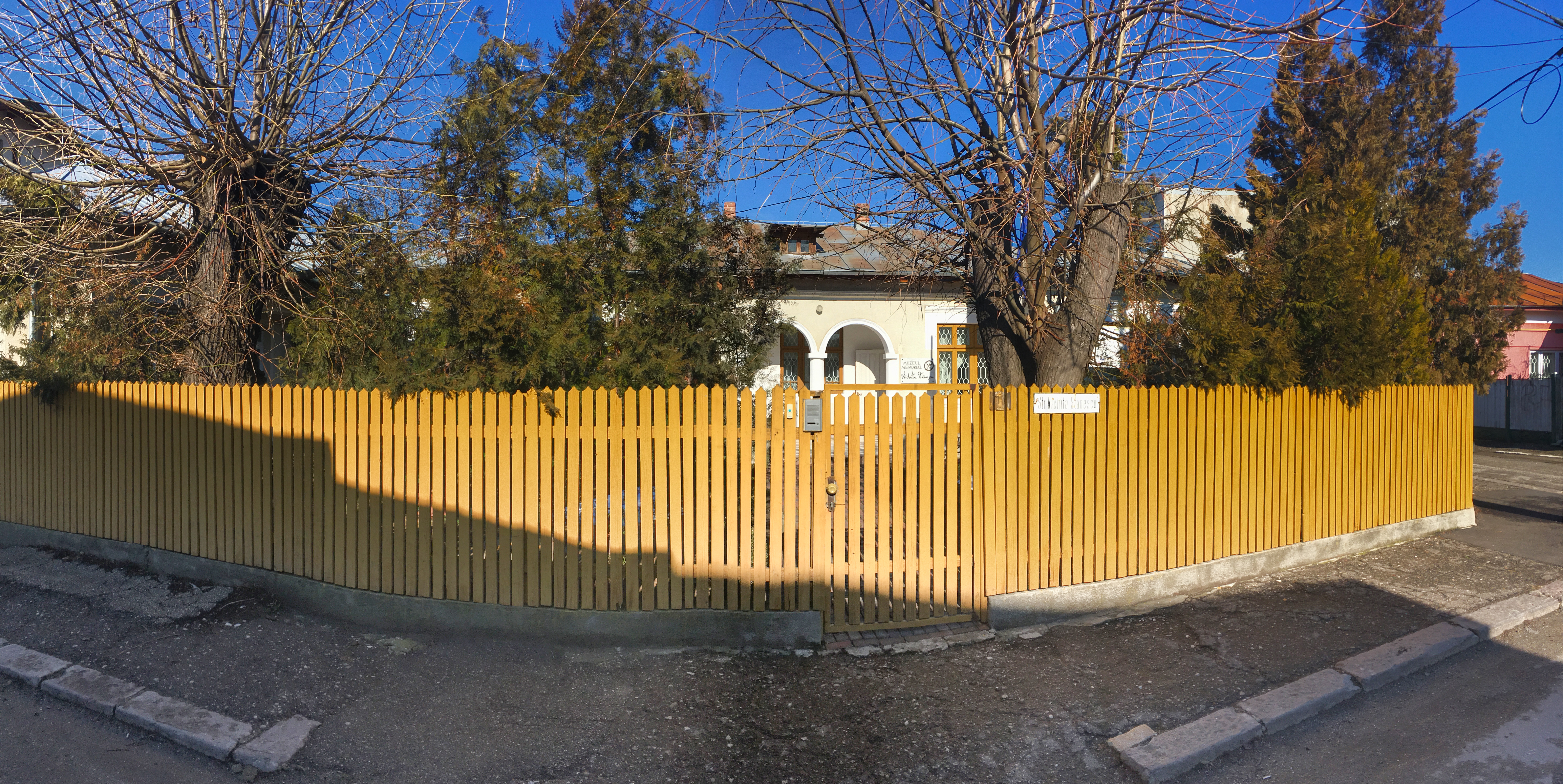
Muzeul Memorial „Nichita Stănescu” din Ploiești

Muzeul Memorial „Nichita Stănescu” este un muzeu județean din Ploiești, amplasat în Str. Nichita Stănescu nr. 1. Între anii 1926-1927, Nicolae și Gheorghe, fiii "abagiului - comersant" Hristea Nicolae Stănescu, construiesc, pe strada General Cernat nr. 2, "o casă albă cu un cat, fără ornament, amintind de casele țărănești din satele de câmpie" (Ioan Grigorescu). Aici se vor stabili, în 1931 - după căsătorie - Nicolae (Călae) Stănescu împreună cu tânăra și frumoasa Tatiana Cereaciukina, și tot aici, vineri, 31 martie 1933, în jurul prânzului, vine pe lume Nichita (Nini) viitorul mare poet al "necuvintelor". Familia se mărește: în 1938 se naște Mariana Elena Doina, iar în 1943 în familia Stănescu apare un nou membru, Cristina, în vârstă de 9 luni, care va fi adoptată la vârsta de 18 ani. În această casă și în această familie poetul și-a petrecut copilăria și adolescența. Data de 13 decembrie 2002 marchează inaugurarea muzeului memorial, în casa natală a poetului. Secție a Muzeului Județean de Istorie și Arheologie Prahova, muzeul prezintă "fenomenul Nichita" în spațiul în care s-a născut, a copilărit și s-a format ca om și ca poet. În interior, dormitorul, biroul, sufrageria și bucătăria amintesc de viața copilului și adolescentului Nini, așa cum era alintat în familie. Parcurgând camerele înșirate una după alta, vizitatorul va putea admira piese de mobilier ce au aparținut familiei Stănescu, câteva dintre ele fiind piese simbol, care apar și în opera poetului: patul - pe care doarme încă jucăria favorită a lui Nini - pianul și biroul de lucru, cărțile fundamentale, pendula, toate având darul de a ne introduce în atmosfera calmă a copilăriei "îngerului blond" care surâde din nenumărate fotografii. Pentru amatorii de cifre, date exacte și documente legate de viața poetului, au fost amenajate două încăperi speciale: camera documentară și biblioteca, care prezintă personalitatea poetului și locul lui în contextul literaturii române și universale. Sunt expuse opera antumă a poetului (cărți cu dedicații, autografe oferite familiei și prietenilor), premiile care i-au recunoscut valoarea ca poet național (diplome oferite de Uniunea Scriitorilor din România și de Academia Română) și internațional (Premiul pentru cel mai tânăr poet - Struga 1965, Brevetul și Medalia Gottfried von Herder -1976, Marele Premiu "Cununa de aur" a Serilor de Poezie de la Struga - 1982). Manuscrise inedite (poezia "Quadriga", prima recunoaștere internațională a poetului -1965), documente originale (extrasul din Registrul Stării Civile pentru născuți pe anul 1933, legitimația de șef de rubrică la "Gazeta Literară" - 1957), fotografii, documente evocatoare ale activității de numismat (Diploma de Onoare a Societății de numismatică, medalii), opera postumă a poetului și diverse obiecte personale completează imaginea omului și poetului. Corpul B al muzeului, adăpostește o cameră multifuncțională destinată manifestărilor cu public : colocvii, dezbateri, proiecții de filme, expoziții temporare.